# Flåsjötjärnen
Flåsjötjärnen är en sjö i Bodens kommun i Norrbotten och ingår i Råneälvens huvudavrinningsområde. Sjön har en area på 0,0493 kvadratkilometer och ligger 69,6 meter över havet.

## Delavrinningsområde
Flåsjötjärnen ingår i det delavrinningsområde (735197-175808) som SMHI kallar för Utloppet av Övre Flåsjön. Medelhöjden är 103 meter över havet och ytan är 13,01 kvadratkilometer. Det finns inga avrinningsområden uppströms utan avrinningsområdet är högsta punkten. Flåsjöbäcken som avvattnar avrinningsområdet har biflödesordning 3, vilket innebär att vattnet flödar genom totalt 3 vattendrag innan det når havet efter 60 kilometer. Avrinningsområdet består mestadels av skog (74 procent). Avrinningsområdet har 1,72 kvadratkilometer vattenytor vilket ger det en sjöprocent på 13,2 procent.